# Unterseeboot 772
L'Unterseeboot 772 ou U-772 est un sous-marin allemand (U-Boot) de type VIIC utilisé par la Kriegsmarine pendant la Seconde Guerre mondiale.
Le sous-marin fut commandé le 21 novembre 1940 à Wilhelmshaven (Kriegsmarinewerft), sa quille fut posée le 21 septembre 1942, il fut lancé le 31 octobre 1943 et mis en service le 23 décembre 1943, sous le commandement de l'Oberleutnant zur See Ewald Rademacher.
L'U-772 n'endommagea ou ne coula aucun navire au cours des 2 patrouilles (92 jours en mer) qu'il effectua.
Il est coulé en décembre 1944 en Mer Celtique, par la Marine britannique.

## Conception
Unterseeboot type VII, l'U-772 avait un déplacement de 769 tonnes en surface et 871 tonnes en plongée. Il avait une longueur totale de 67,10 m, un maître-bau de 6,20 m, une hauteur de 9,60 m et un tirant d'eau de 4,74 m. Le sous-marin était propulsé par deux hélices de 1,23 m, deux moteurs diesel Germaniawerft M6V 40/46 de 6 cylindres en ligne de 1400 cv à 470 tr/min, produisant un total de 2 060 à 2 350 kW en surface et de deux moteurs électriques Brown, Boveri & Cie GG UB 720/8 de 375 cv à 295 tr/min, produisant un total 550 kW, en plongée. Le sous-marin avait une vitesse en surface de 17,7 nœuds (32,8 km/h) et une vitesse de 7,6 nœuds (14,1 km/h) en plongée. Immergé, il avait un rayon d'action de 80 milles marins (150 km) à 4 nœuds (7,4 km/h; 4,6 milles par heure) et pouvait atteindre une profondeur de 230 m. En surface son rayon d'action était de 8 500 milles nautiques (soit 15 700 km) à 10 nœuds (19 km/h).
 L'U-772 était équipé de cinq tubes lance-torpilles de 53,3 cm (quatre montés à l'avant et un à l'arrière) qui contenait quatorze torpilles. Il était équipé d'un canon de 8,8 cm SK C/35 (220 coups) et d'un canon antiaérien de 20 mm Flak. Il pouvait transporter 26 mines TMA ou 39 mines TMB. Son équipage comprenait 4 officiers et 40 à 56 sous-mariniers.

## Historique
Il reçut sa formation de base au sein de la 31. Unterseebootsflottille jusqu'au 31 juillet 1944, puis il intégra sa formation de combat dans la 9. Unterseebootsflottille. À partir du 15 octobre 1944, il fut affecté dans la 11. Unterseebootsflottille.
Sa première patrouille est précédée de courts trajets à Kiel, à Horten et à Trondheim. Elle commence le 13 août 1944 au départ de Trondheim. L'U-772 patrouille tout d'abord à l'ouest des îles britanniques pour effectuer début septembre 1944 une mission météorologique dans l'Atlantique Nord. Après 55 jours en mer, il rejoint le port de Trondheim qu'il atteint le 6 octobre 1944.
Il quitte Trondheim le 19 novembre 1944 pour sa deuxième et dernière patrouille pour la Manche.
 Le matin du 23 décembre 1944, l'U-772 attaque deux convois : le WEG-14 (UK coastal convoys) et le MKS- 71 (Mediterranean-UK slow)). Il envoie par le fond deux cargos à vapeur britanniques : l'un près de Cherbourg et l'autre, au sud-ouest de l'île de Wight. Le 28 décembre 1944, il coule le Landing Ship Infantry britannique SS Empire Javelin (en), au Nord-Est de Cherbourg. Le 29 décembre 1944, l'U-772 attaque le convoi TBC-21 (UK coastal convoy, à partir de 1944 pour l'invasion) près de Portland Bill (en). Il torpille et endommage deux cargos américains.
Des révisions d'après-guerre ont crédité les navires coulés par l'U-772 à l'U-322 et le navire marchand Slemish a probablement été coulé par une mine. 
L'U-772 est coulé le 17 décembre 1944 dans la mer Celtique au sud de Cork, en Irlande, par des charges de profondeur de la frégate britannique HMS Nyasaland (K587) (en).
Les 48 membres d'équipage meurent dans cette attaque.
L'épave se situe à la position 51° 16′ N, 8° 05′ O, à 49 mètres de profondeur.

### Fait précédemment établi
Alors qu'il quitte les lieux au Schnorchel le 30 décembre 1944, l'U-772 est repéré au sud de Weymouth par un Wellington équipé de Leigh light du Sqn 407 de la RCAF. La zone est éclairée et six charges de profondeur sont lâchées et l'U-Boot coule à la position 50° 05′ N, 2° 31′ O.

## Affectations
- 31. Unterseebootsflottille du 23 décembre 1943 au 31 juillet 1944 (Période de formation).
- 9. Unterseebootsflottille du 1er août 1944 au 14 octobre 1944 (Unité combattante).
- 11. Unterseebootsflottille du 15 octobre 1944 au 17 décembre 1944 (Unité combattante).

## Commandement
- Kapitänleutnant Ewald Rademacher du 23 décembre 1943 au 17 décembre 1944.

## Patrouilles
|       | Commandant              | Départ           | Départ    | Arrivée          | Arrivée   | Jours    | Succès |
| ----- | ----------------------- | ---------------- | --------- | ---------------- | --------- | -------- | ------ |
|       | Oblt. Ewald Rademacher  | 3 août 1944      | Kiel      | 5 août 1944      | Horten    | 3 jours  |        |
|       | Oblt. Ewald Rademacher  | 7 août 1944      | Horten    | 11 août 1944     | Trondheim | 5 jours  |        |
| 1     | Oblt. Ewald Rademacher  | 13 août 1944     | Trondheim | 6 octobre 1944   | Trondheim | 55 jours |        |
| 2     | Kptlt. Ewald Rademacher | 19 novembre 1944 | Trondheim | 17 décembre 1944 | Coulé     | 29 jours |        |
| Total | Total                   | Total            | Total     | Total            | Total     | 92 jours | 0 t    |

Note : Oblt. = Oberleutnant zur See - Kptlt. = Kapitänleutnant